# Oom Oswald
Oom Oswald (originele titel: My Uncle Oswald) is een boek van Roald Dahl, dat in 1979 uitkwam. Het boek gaat over de Engelse rokkenjager, schurk en bon vivant Oswald Hendryks Cornelius, die behalve dol op vrouwen ook dol is op geld. Hij bedenkt een plan om rijk te worden met behulp van een krachtig afrodisiacum en een revolutionaire manier om sperma op te slaan. Het personage van Oom Oswald werd door Dahl later ook nog in enkele van zijn kortere verhalen voor volwassenen gebruikt.

## Samenvatting
Oswald staat op het punt om in Frankrijk te studeren als op een avond een zekere majoor Grout hem vertelt over de Soedanese cantharidinekever. Deze kever, familie van de befaamde Spaanse vlieg, wordt gebruikt om een krachtig poeder te maken dat niet alleen de geslachtsdrift bevordert, maar ook de gebruiker dermate geil maakt dat hij zijn zelfbeheersing verliest. Oswald reist snel naar de Soedan en koopt daar een flinke voorraad poeder, die hij in speciale liefdespillen verwerkt. Hij verdient hier al een aardig sommetje mee.
Na zijn diensttijd komt Oswald zijn scheikundedocent Arthur Woresley weer tegen. Deze heeft een revolutionaire wijze ontdekt om sperma op te slaan door het in te vriezen. Oswald meent hier gebruik van te kunnen maken om een winstgevende onderneming op te zetten.
Veel rijke vrouwen zijn getrouwd met ongeïnteresseerde zakenlieden die hen verwaarlozen of bedriegen. Zij zouden, volgens Oswald, veel liever een kindje krijgen van een artiest of dichter of misschien wel een koning. Hij bedenkt het plan om deze vrouwen sperma te verkopen van beroemdheden, bewaard door het procedé van Arthur Woresley. Dat zou dan bewaard moeten worden op de volgende manier. Een mooie vrouw zou simpelweg bij de beroemdheid naar binnen moeten lopen, hem een bonbon met het poeder erin aanbieden, en na negen minuten zou de beroemdheid aan niks anders dan seks kunnen denken. Door middel van een condoom zou het kostbare kwakkie worden opgevangen, waarna de dame het aan Woresley kon overhandigen die het zou invriezen om het te bewaren. Deze dame die als lokaas zou functioneren was de beeldschone Yasmin Howcomely.
Terwijl Arthur het sperma bewaart, reizen Yasmin en Oswald heel Europa door om sperma te verzamelen. Marcel Proust, alle koningen van Europa, Picasso, Renoir, Shaw, Freud, Einstein, Kipling en vele andere schrijvers, monarchen en beroemdheden worden op deze wijze afgewerkt. Soms waren er wat problemen. Proust viel bijvoorbeeld op mannen, Shaw stond afwijzend tegenover seks, Einstein bleek zo intelligent dat hij het plan bijna doorzag. De laatste trip naar Noorwegen wordt echter een fiasco als Yasmin zelf per ongeluk de bonbon met het middel opeet en koning Haakon probeert te verleiden, waarop koningin Maud haar het paleis uit laat gooien. Toch weten ze een indrukwekkende verzameling op te bouwen.
Op een dag blijken Arthur en Yasmin getrouwd te zijn en in het geheim ontsnapt met alle spermastaaltjes (behalve Proust, 'die malle sodemieter hadden ze toch nooit gemogen'), terwijl Oswald zich bezighield met zijn favoriete hobby (seks). Oswald wordt razend maar kan er niks meer aan doen. Uiteindelijk gaat hij terug naar Soedan, monopoliseert de handel in de cantharidenekever en het poeder, en wordt eindelijk alsnog stinkend rijk.